# Kastanjesopp
Kastanjesopp (Gyroporus castaneus) är en svampart som först beskrevs av Pierre Bulliard (v. 1742–1793), och fick sitt nu gällande namn av Lucien Quélet 1886. Enligt Catalogue of Life ingår Kastanjesopp i släktet Gyroporus,  och familjen Gyroporaceae, men enligt Dyntaxa är tillhörigheten istället släktet Gyroporus,  och familjen rottryfflar. Arten är reproducerande i Sverige. Inga underarter finns listade i Catalogue of Life.

## Källor

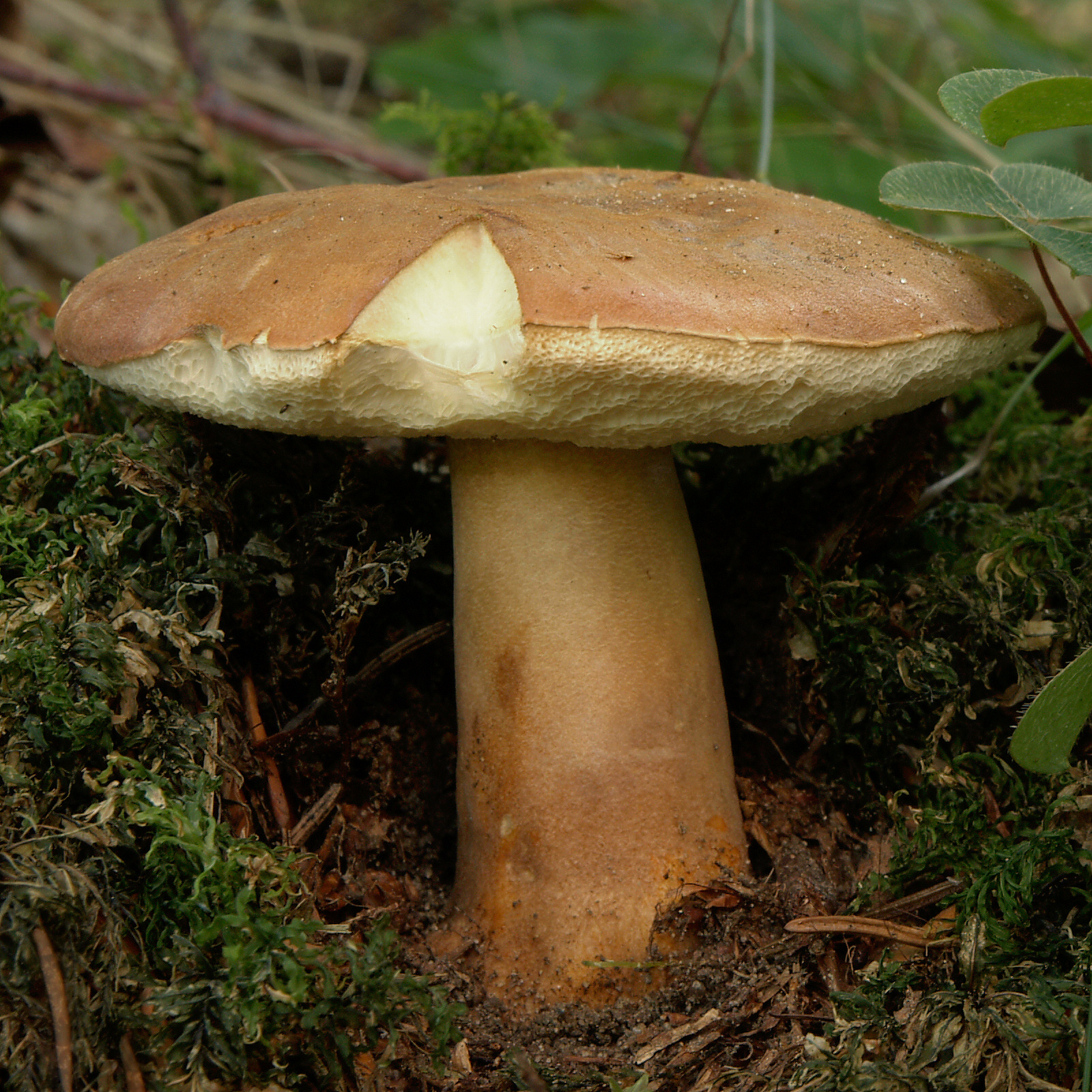
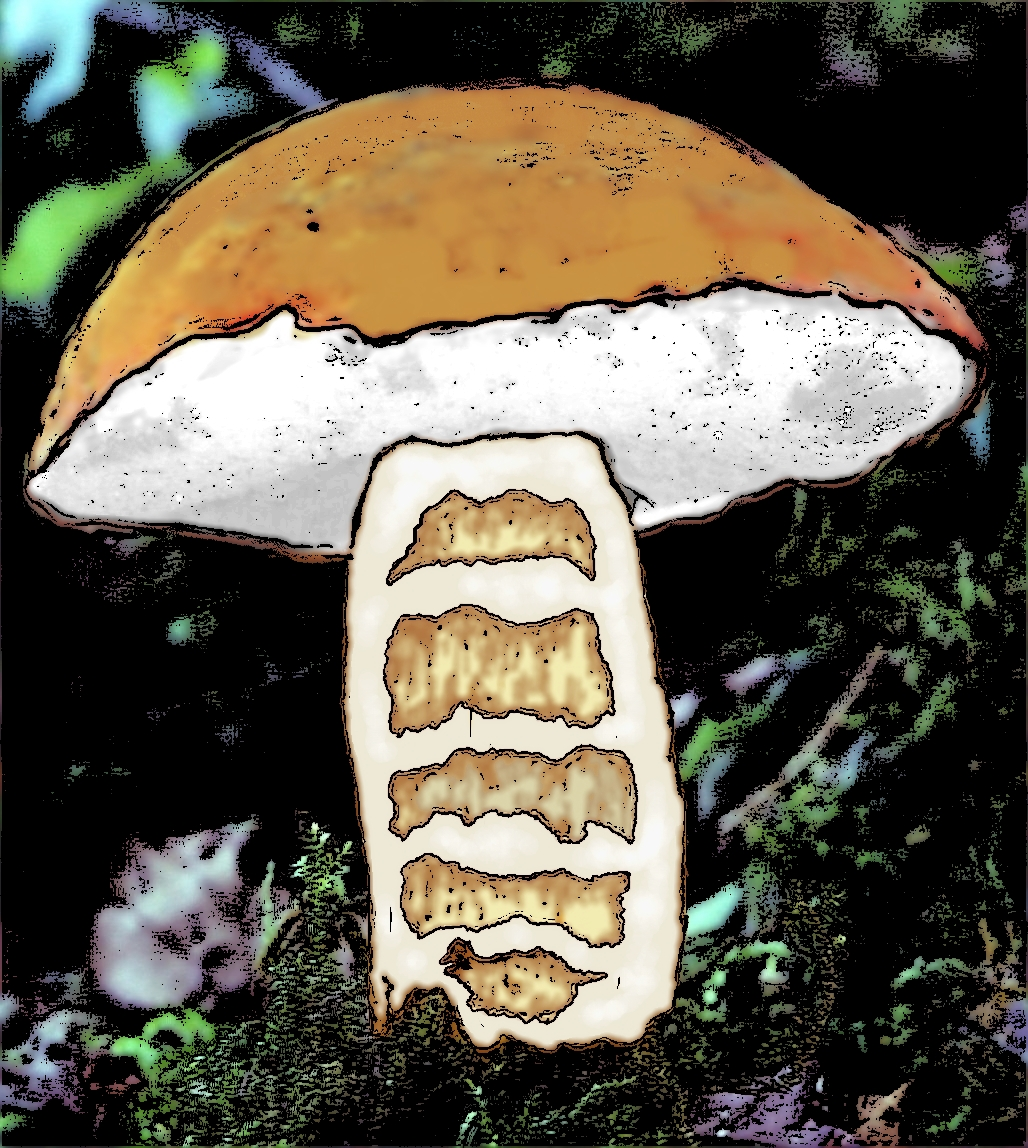
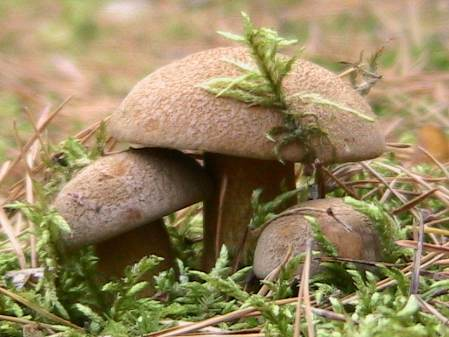
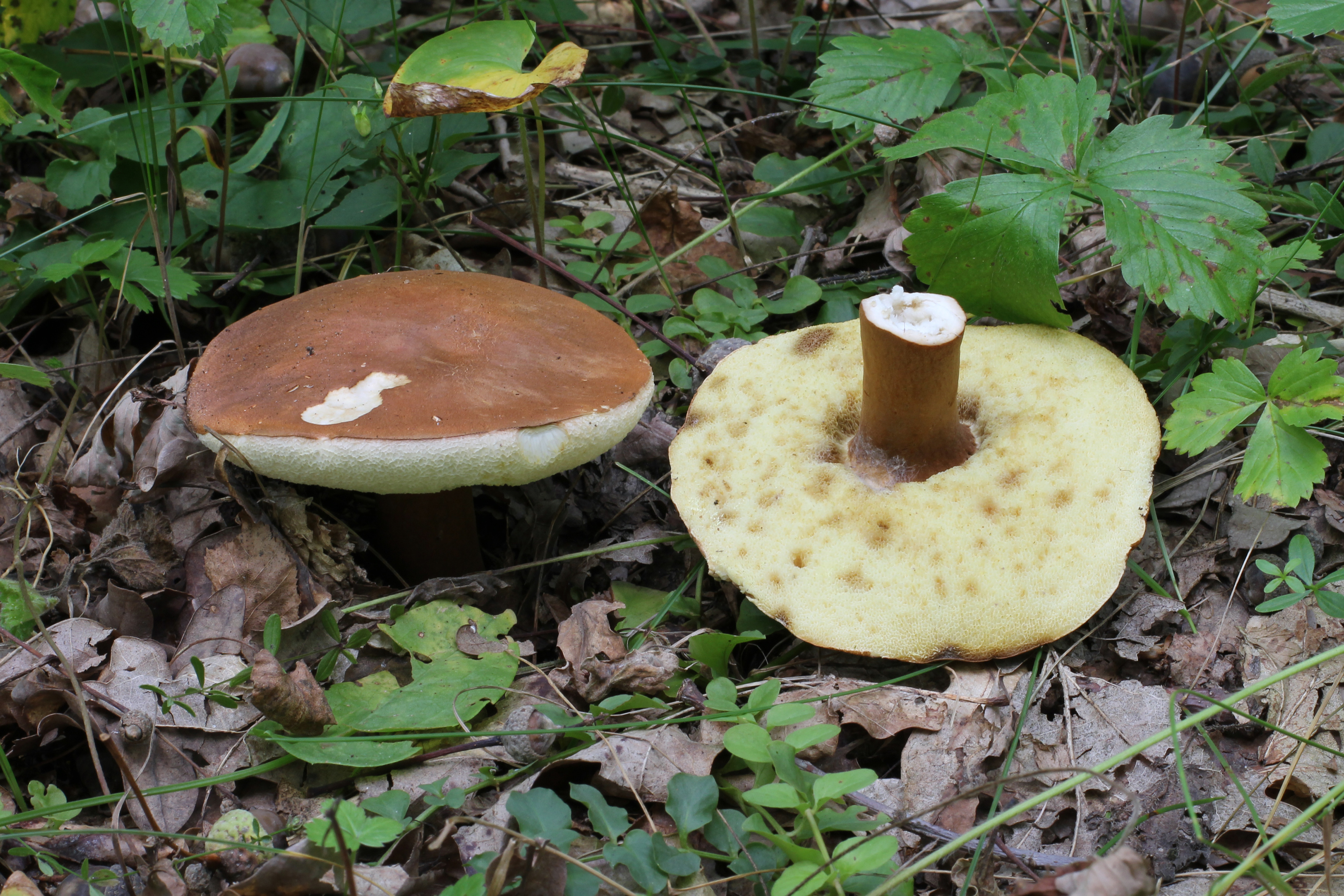
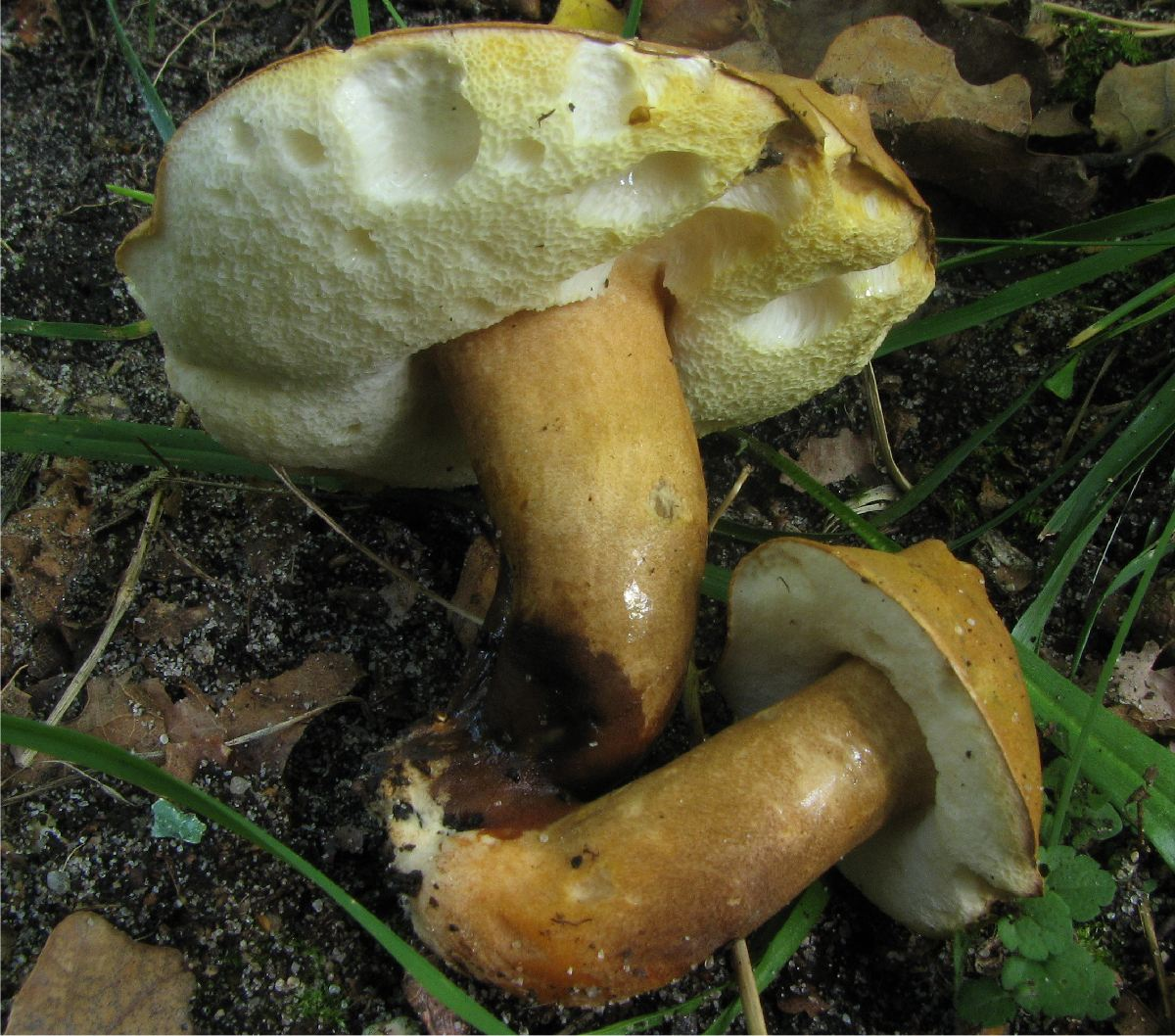
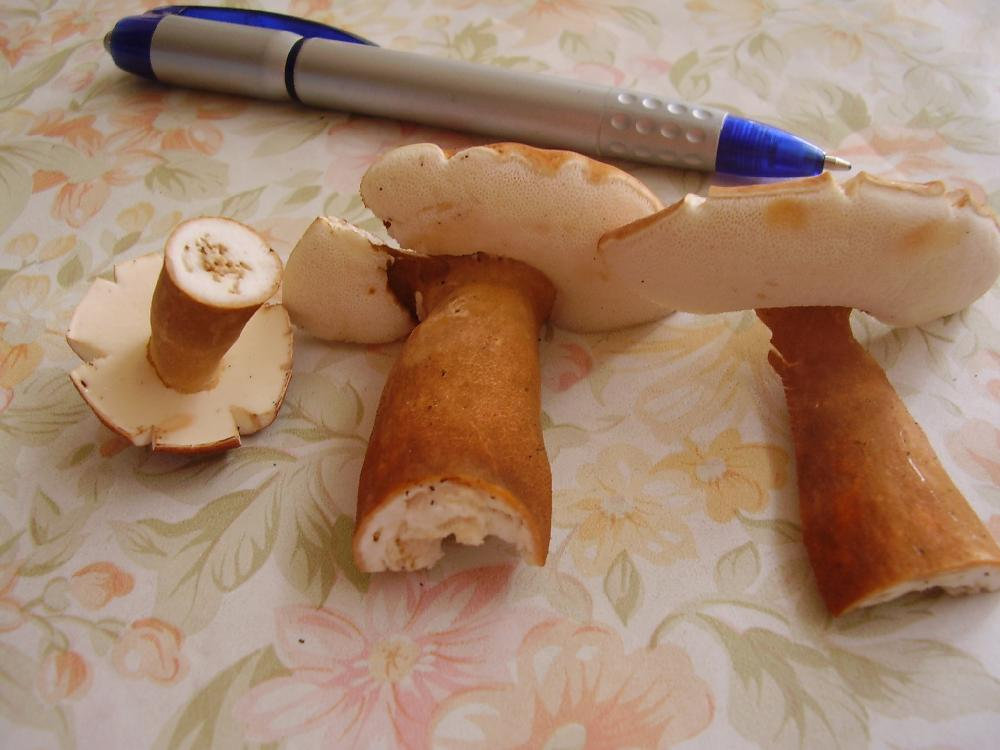